# Língua xiri
Xiri, ou em ortografia da língua africanse Griqua, também chamada de Xirigowap,  Khiri, Grikwa, Griqua, Xrikwa, Xirikwa, Gry, Cape Hottentot, Gri, é uma das línguas coissãs da África do Sul relacionada à língua nama. Já foi falada também “Griqua” ao longo da costa da África do Sul entre a Namíbia até o Lesoto. Agora está em via de extinção tendo cerca de apenas 87 (conf. WCD 2000) falantes remanescentes.

## Referência externa
- The Ethnologue Report for Xiri